# Weberbauera chillanensis
Weberbauera chillanensis là một loài thực vật có hoa trong họ Cải. Loài này được (Phil.) Al-Shehbaz miêu tả khoa học đầu tiên năm 1990.